# Raj-Nandgaon
Rajnandgaon o Raj-Nandgaon és una ciutat i municipi de Chhattisgarh, capital del districte de Rajnandgaon creat el 26 de gener de 1973 per segregació del districte de Drug. Abans del 1948 fou capital de l'estat de Nandgaon o Raj-Nandgaon. Al cens del 2001 consta amb una població de 143.727 habitants; el 1901 consta amb 11.094 habitants. El nom antic fou Nandgram i modernament se l'anomena també popularment com Shanskardhani. Està situada a 21° 06′ N, 81° 02′ E / 21.10°N,81.03°E

## Llocs interessants
- Temples Gayatri Mandir, Sitla Mandir, Barfaani Ashram
- Dipòsit d'aigua de Choupati
- Palau del raja